# Мілена Неквапілова
Мілена Неквапілова (чеськ. Milena Nekvapilová; нар. 9 травня 1977) — колишня чеська тенісистка.
Найвищу одиночну позицію світового рейтингу — 214 місце досягла 17 листопада 1997, парну — 146 місце — 22 лютого 1999 року.
Здобула 4 одиночні та 21 парний титул.
Завершила кар'єру 2009 року.

## Фінали ITF
| турніри $100,000 |
| турніри $75,000  |
| турніри $50,000  |
| турніри $25,000  |
| турніри $10,000  |

### Одиночний розряд: 8 (4–4)
| Результат | W-L | Дата           | Турнір                       | Покриття | Суперниця                 | Рахунок          |
| --------- | --- | -------------- | ---------------------------- | -------- | ------------------------- | ---------------- |
| Перемога  | 1–0 | 13 квітня 1997 | ITF Хвар, Хорватія           | Ґрунт    | Гелена Вілдова            | 7–6(2), 6–4      |
| Перемога  | 2–0 | 20 квітня 1997 | ITF Дубровник, Хорватія      | Ґрунт    | Павліна Нола              | 6–2, 0–6, 6–2    |
| Перемога  | 3–0 | 15 червня 1997 | ITF Кендзежин-Козьле, Польща | Ґрунт    | Зузана Гейдова            | 6–3, 2–6, 6–3    |
| Поразка   | 3–1 | 22 червня 1997 | ITF Докси, Чехія             | Ґрунт    | Катержина Крупова-Шишкова | 3–6, 6–3, 6–7(3) |
| Поразка   | 3–2 | 14 червня 1998 | ITF Кендзежин-Козьле, Польща | Ґрунт    | Зузана Ондрашкова         | 6–0, 1–6, 2–6    |
| Поразка   | 3–3 | 21 червня 1998 | ITF Докси, Чехія             | Ґрунт    | Яна Главачкова            | 6–3, 2–6, 2–6    |
| Перемога  | 4–3 | 13 червня 1999 | ITF Докси, Чехія             | Ґрунт    | Вероніка Мартінек         | 6–1, 7–6(5)      |
| Поразка   | 4–4 | 19 серпня 2001 | ITF Валашке Мезиржичі, Чехія | Ґрунт    | Катажина Стрончи          | 6–7(3), 6–4, 2–6 |

### Парний розряд: 41 (21–20)
| Результат | Ранг | Дата              | Турнір                              | Покриття   | Партнерка           | Суперниці                                 | Рахунок             |
| --------- | ---- | ----------------- | ----------------------------------- | ---------- | ------------------- | ----------------------------------------- | ------------------- |
| Перемога  | 1.   | 26 вересня 1994   | ITF Братислава, Словаччина          | Ґрунт      | Мартіна Шпачкова    | Лібуше Прушова Алена Вашкова              | 7–6(6), 6–3         |
| Поразка   | 1.   | 17 липня 1995     | Торунь, Польща                      | Ґрунт      | Яна Мацурова        | Моніка Машталіржова Наталія Немчинова     | 3–6, 6–7(2)         |
| Перемога  | 2.   | 7 серпня 1995     | Падерборн, Німеччина                | Ґрунт      | Силва Несвадбова    | Анна Лінкова Моніка Машталіржова          | 6–1, 6–4            |
| Перемога  | 3.   | 14 серпня 2005    | Ломар, Німеччина                    | Ґрунт      | Силва Несвадбова    | Анжеліка Реш Тетяна Циганій               | 2–6, 6–4, 6–4       |
| Перемога  | 4.   | 4 вересня 2005    | Пореч, Хорватія                     | Ґрунт      | Силва Несвадбова    | Кристина Поятина Петра Рихтарич           | 6–4, 6–1            |
| Перемога  | 5.   | 11 вересня 2005   | Умаг, Хорватія                      | Ґрунт      | Силва Несвадбова    | Карін Балекова Петра Плачкова             | 6–4, 6–4            |
| Поразка   | 2.   | 27 листопада 1995 | Зальцбург, Австрія                  | Килим (i)  | Силва Несвадбова    | Евелін Фаут Барбара Шварц                 | 7–6(1), 6–7(6), 3–6 |
| Поразка   | 3.   | 4 грудня 1995     | Пршеров, Чехія                      | Килим (i)  | Силва Несвадбова    | Ольга Виметалкова Мартіна Неделькова      | 5–7, 6–3, 6–4       |
| Поразка   | 4.   | 17 грудня 1995    | Вітковиці (Острава), Чехія          | Килим (i)  | Ольга Виметалкова   | Моніка Кратохвілова Мартіна Неделькова    | 4–6, 6–3, 3–6       |
| Перемога  | 6.   | 24 лютого 1996    | Нюрнберг, Німеччина                 | Килим (i)  | Силва Несвадбова    | Міхаела Гасанова Мартіна Неделькова       | 6–4, 7–5            |
| Поразка   | 5.   | 28 липня 1996     | Вальядолід, Іспанія                 | Тверде     | Моніка Машталіржова | Ширі Бурштейн Лімор Габай                 | 2–6, 4–6            |
| Поразка   | 6.   | 14 грудня 1996    | Пршеров, Чехія                      | Тверде (i) | Гана Шромова        | Катержина Шишкова Ева Меліхарова          | 2–6, 6–7(5)         |
| Поразка   | 7.   | 25 січня 1997     | Стамбул, Туреччина                  | Тверде (i) | Моніка Машталіржова | Яна Ондроухова Гана Шромова               | 2–6, 1–6            |
| Перемога  | 7.   | 28 лютого 1997    | Яффа, Ізраїль                       | Тверде     | Гана Шромова        | Нора Кевеш Патрісія Маркова               | 6–4, 6–2            |
| Поразка   | 8.   | 8 березня 1997    | Тель-Авів, Ізраїль                  | Тверде     | Гана Шромова        | Генріетте ван Алдерен Андреа ван ден Гурк | 6–0, 3–6, 4–6       |
| Поразка   | 9.   | 19 квітня 1997    | Дубровник, Хорватія                 | Ґрунт      | Гана Шромова        | Патрісія Маркова Зузана Валекова          | 6–2, 5–7, 4–6       |
| Перемога  | 8.   | 26 квітня 1997    | Простейов, Чехія                    | Ґрунт      | Силва Несвадбова    | Ольга Виметалкова Гана Шромова            | 6–2, 7–6(6)         |
| Перемога  | 9.   | 18 травня 1997    | Пряшів, Словаччина                  | Ґрунт      | Гана Шромова        | Ольга Виметалкова Яна Мацурова            | 2–6, 6–4, 6–2       |
| Перемога  | 10.  | 31 травня 1997    | Варшава, Польща                     | Ґрунт      | Гана Шромова        | Ольга Виметалкова Яна Ондроухова          | w/o                 |
| Перемога  | 11.  | 14 червня 1997    | Кендзежин-Козьле, Польща            | Ґрунт      | Яна Мацурова        | Лібуше Прушова Зузана Прушова             | 6–4, 6–2            |
| Перемога  | 12.  | 26 жовтня 1997    | Жуе-ле-Тур, Франція                 | Тверде (i) | Гана Шромова        | Ева Дірберг Майкен Папе                   | 5–7, 6–3, 6–4       |
| Перемога  | 13.  | 2 квітня 1998     | Афіни, Греція                       | Ґрунт      | Гана Шромова        | Яна Мацурова Габріела Хмелінова           | 6–3, 7–5            |
| Поразка   | 10.  | 13 червня 1998    | Кендзежин-Козьле, Польща            | Ґрунт      | Гана Шромова        | Катажина Теодорович Анна Бєлень-Жарська   | 6–7(5), 1–6         |
| Поразка   | 11.  | 15 червня 1998    | Докси, Чехія                        | Ґрунт      | Гана Шромова        | Зузана Лешенарова Луціє Штефлова          | 3–6, 7–5, 2–6       |
| Перемога  | 14.  | 15 серпня 1998    | Братислава, Словаччина              | Ґрунт      | Гана Шромова        | Ленка Немечкова Катаріна Студенікова      | 6–2, 6–4            |
| Перемога  | 15.  | 22 травня 1999    | Зальцбург, Австрія                  | Ґрунт      | Гана Шромова        | Сідні Схюрманс Магдалена Зденовкова       | 6–3, 6–4            |
| Перемога  | 16.  | 12 червня 1999    | Докси, Чехія                        | Ґрунт      | Габріела Хмелінова  | Рошелл Розенфілд Анна Бєлень-Жарська      | 2–6, 6–3, 6–4       |
| Поразка   | 12.  | 3 червня 2000     | Докси, Чехія                        | Ґрунт      | Яна Мацурова        | Андреа Плачкова Павліна Шлітрова          | 3–6, 4–6            |
| Перемога  | 17.  | 24 червня 2000    | Сопот (Польща), Польща              | Ґрунт      | Гана Шромова        | Маркета Кохта Людмила Ріхтерова           | 6–3, 6–2            |
| Перемога  | 18.  | 2 червня 2001     | Докси, Чехія                        | Ґрунт      | Гана Шромова        | Ольга Виметалкова Габріела Хмелінова      | 2–6, 6–4, 6–1       |
| Перемога  | 19.  | 23 червня 2001    | Горіція, Італія                     | Ґрунт      | Гана Шромова        | Тетяна Ковальчук Андрея Ехрітт-Ванк       | 5–7, 6–1, 6–1       |
| Поразка   | 13.  | 15 липня 2001     | Дармштадт, Німеччина                | Ґрунт      | Гана Шромова        | Магдалена Кучерова Лідія Штайнбах         | 1–6, 2–6            |
| Поразка   | 14.  | 11 серпня 2001    | Ріміні, Італія                      | Ґрунт      | Гана Шромова        | Петра Мандула Патріція Вартуш             | 2–6, 1–6            |
| Поразка   | 15.  | 22 жовтня 2001    | Ополе, Польща                       | Килим (i)  | Гана Шромова        | Магдалена Кучерова Лідія Штайнбах         | 3–6, 2–6            |
| Перемога  | 20.  | 5 листопада 2001  | Каїр, Єгипет                        | Ґрунт      | Гана Шромова        | Зузана Гейдова Габріела Волекова          | 6–3, 6–2            |
| Поразка   | 16.  | 28 липня 2002     | Чеський Крумлов, Чехія              | Ґрунт      | Габріела Хмелінова  | Тіна Герголд Каталін Мароші               | 6–7(2), 5–7         |
| Поразка   | 17.  | 24 серпня 2002    | Валашке Мезиржичі, Чехія            | Ґрунт      | Гана Шромова        | Рената Кучерова Габріела Хмелінова        | 4–6, 1–6            |
| Поразка   | 18.  | 28 вересня 2002   | Шопрон, Угорщина                    | Ґрунт      | Гана Шромова        | Даніела Клеменшиц Сандра Клеменшиц        | 7–6(2), 2–6, 2–6    |
| Поразка   | 19.  | 5 жовтня 2002     | Тренчанські Теплиці, Словаччина     | Ґрунт      | Гана Шромова        | Яна Мацурова Габріела Хмелінова           | 1–2 ret.            |
| Поразка   | 20.  | 30 серпня 2003    | Марибор, Словенія                   | Ґрунт      | Луціє Кріґсманнова  | Івета Герлова Зузана Земенова             | 0–6, 1–6            |
| Перемога  | 21.  | 4 жовтня 2003     | ITF Тренчанські Теплиці, Словаччина | Ґрунт      | Зузана Земенова     | Бланка Кумбарова Тереза Шафнерова         | 1–6, 6–1, 7–5       |